# Historisches Museum Luzern

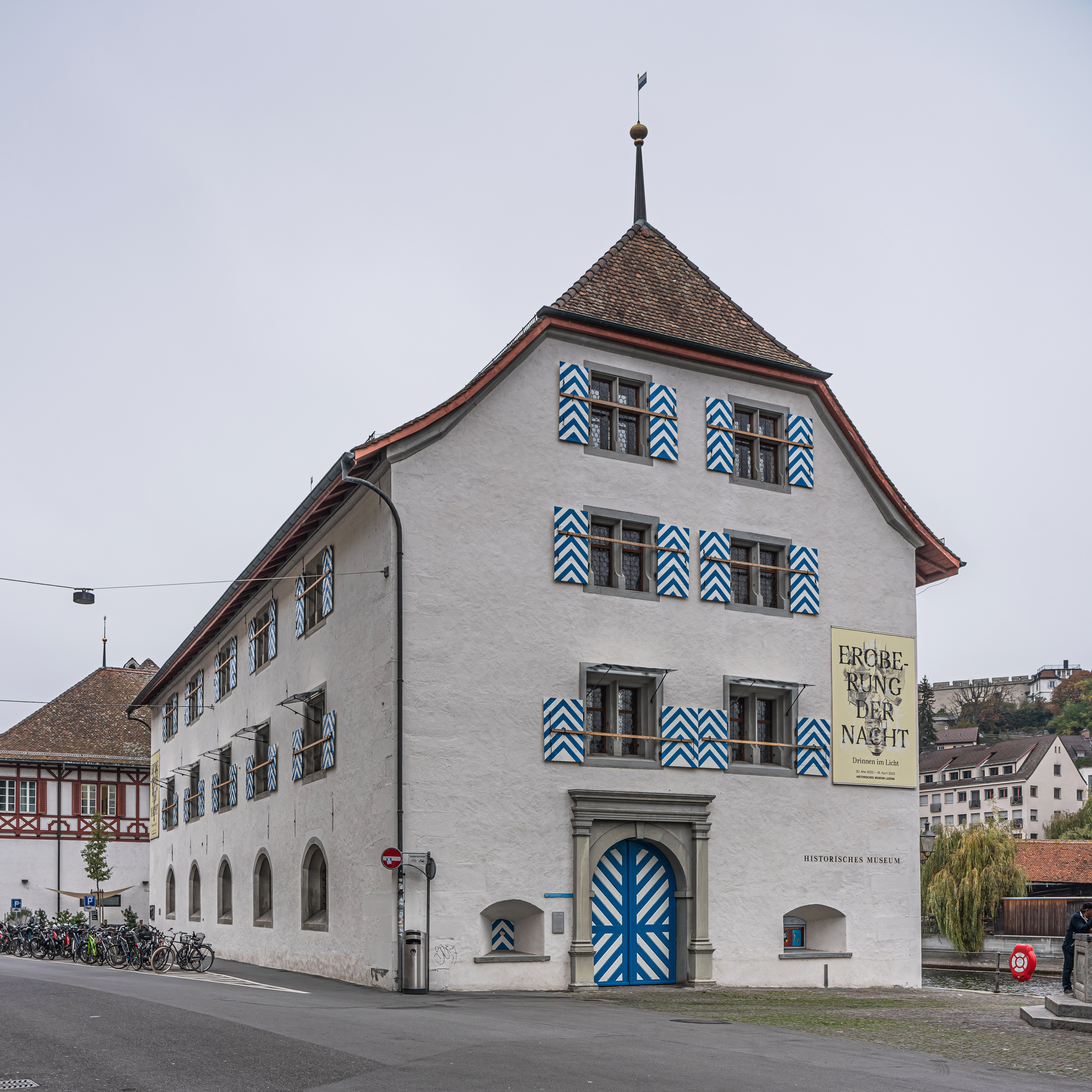
Historisches Museum Luzern

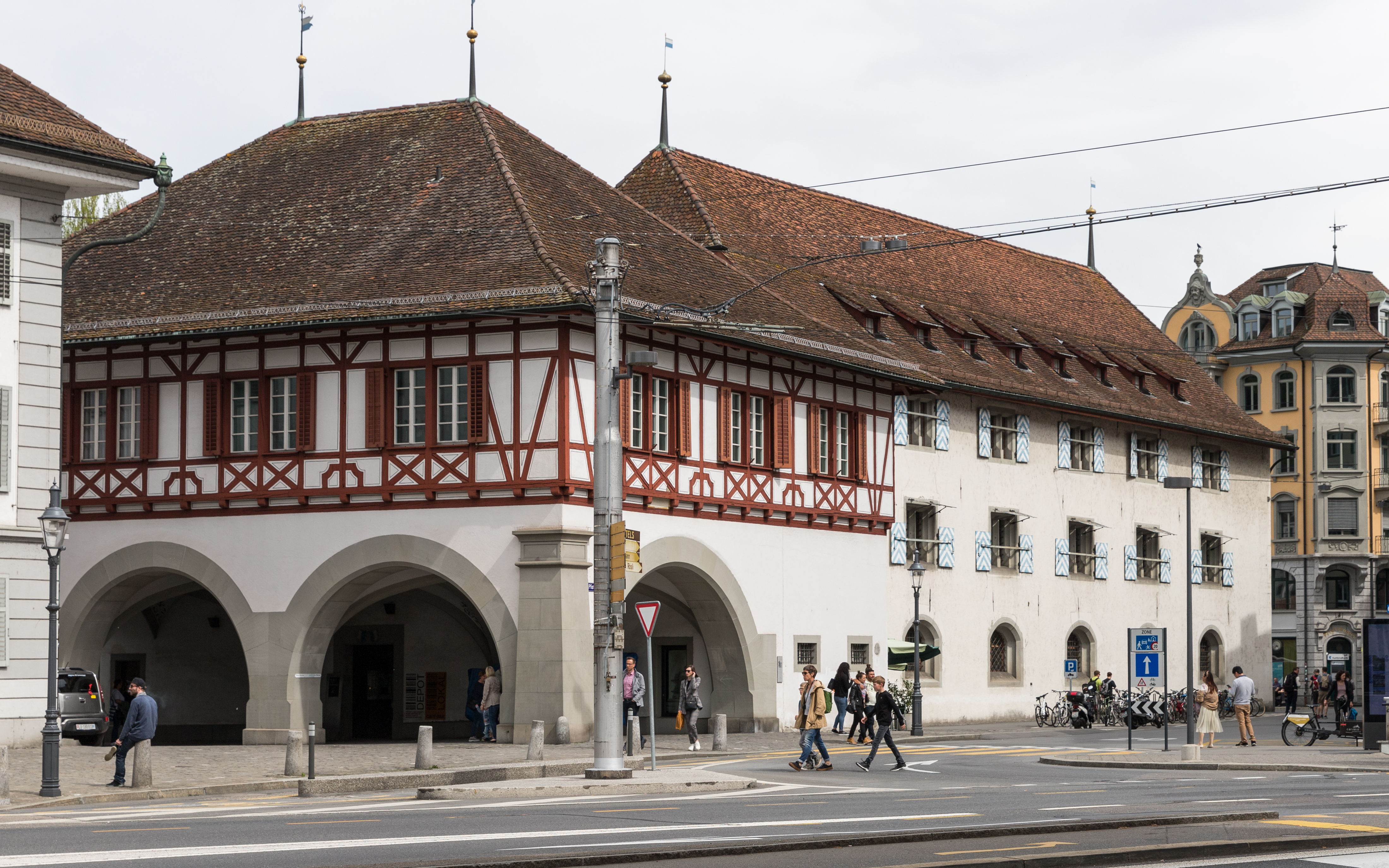
Historisches Museum, Ansicht von Westen

Das Historische Museum Luzern wurde am 23. Mai 1986 eröffnet. Es befindet sich im vormaligen Zeughaus an der Pfistergasse in Luzern direkt an der Reuss. Das Gebäude ist auf der Liste der Kulturgüter in der Kategorie A als national bedeutend vermerkt. Angrenzend befindet sich der Brückenkopf der Spreuerbrücke.

## Sammlung
Das Museum beherbergt rund 3000 Objekte aus der Geschichte von Stadt und Kanton Luzern neben Beutestücken aus verschiedenen Schlachten, wie etwa das Panzerhemd von Herzog Leopold von Habsburg, der in der Schlacht bei Sempach fiel. Daneben sind auch verschiedene Objekte des alltäglichen Lebens zu sehen sowie Trachten aus der Sammlung Angélique Sophie Panchaud de Bottens aus dem ehemaligen Trachtenmuseum Utenberg.

## Geschichte des Gebäudes
1567/1568 wurde das Gebäude als Zeughaus der Stadt und des Standes Luzern erbaut. Diese Aufgabe erfüllte es bis 1983. Nach drei Jahren Umbauzeit wurde es 1986 der Bevölkerung als Historisches Museum übergeben.
Die erste historische Erwähnung eines Zeughauses in Luzern ist seit 1430 aktenkundig. Diebold Schilling der Jüngere, der Verfasser der Luzerner Chronik, bildete um 1514 am Standort des heutigen historischen Museums ein Gebäude von ähnlichen Grundmassen ab, welches einen Vorgängerbau darstellen könnte. Das Gebäude war wohl teilweise verputzt und hob sich so von den umliegenden Gebäuden ab.
Zwischen 1546 und 1549 bauten italienische Steinmetze ein Steingebäude, welches im Erdgeschoss als Waffenkammer genutzt wurde; das Obergeschoss diente als Kornkammer. Das Gebäude stürzte am 16. Juli 1566 nach einem heftigen Hochwasser ein. Da das Gewicht des Korns für den Einsturz mitverantwortlich gemacht wurde, trennte man beim Neubau von 1569 das Zeughaus und die Kornkammer. Seither wurden verschiedene Renovationen vorgenommen. Insbesondere der Grossbrand in der Pfistergasse vom 7. April 1691 machte dies notwendig.

## Geschichte des Museums
Erste Ideen für ein Museum gab es bereits im 18. Jahrhundert, wo man die Rüstkammer ausstellen wollte. Erst nach der Gründung des Vereins der fünf Orte 1843, als man gezielt begann, Geschichtliches zu sammeln, wurde die Frage mit dem Kanton Luzern diskutiert. 1866 machte der Architekt Alphons Maximilian Pfyffer von Altishofen (Architekt des Grand Hotel National in Luzern) den Vorschlag für einen Neubau. 1873 erklärte sich der Stadtrat bereit, die Kornhalle im Erdgeschoss des alten Rathauses für eine Ausstellung zur Verfügung zu stellen.
Fünf Jahre später wurden weitere Räume überlassen. Ab 1924 belegte das Museum die gesamte Kornschütte. Die Diskussion um andere Räume, mehr Platz oder andere Standorte kam erst mit dem Umzug in das nun dem Museum zur Verfügung gestellte Zeughaus zur Ruhe. 2003 wurde das Museum umgebaut und ein neues Konzept eingeführt. Dabei bekam jedes Museumsobjekt einen Strichcode, bei welchem mit einem Tabletcomputer die Informationen selbstständig gelesen werden können. Zusätzlich finden seither tägliche Theatertouren mit Schauspielerinnen und Schauspielern statt. 
Am 20. Juni 2022 stimmte das Luzerner Parlament einer Fusion des Historischen Museums mit dem benachbarten Natur-Museum Luzern zu. Seither heissen die beiden Museen zusammen: Museum Luzern Natur, Geschichte, Gesellschaft. Dabei stand auch die Standortfrage zur Diskussion. Das Historische Museum soll nun am alten Ort bleiben und mit dem danebenliegenden Naturmuseum verbunden werden. Seit 2024 gehören auch folgende Originalschauplätze zur Marke «Museum Luzern»:
- Erlebnis Eiszeit, Ballwil
- Römischer Gutshof Ottenhusen, Ballwil
- Ruine Nünegg Lieli, Hohenrain
- Museggmauer, Luzern
- Schloss Wyher, Ettiswil
- Schloss Heidegg, Hitzkirch
- Villa Senar, Weggis
- Naturlehrgebiet Buchwald, Ettiswil
- Pfahlbausiedlungen Wauwilermoos, Wauwil